# 義塾高校前駅
義塾高校前駅（ぎじゅくこうこうまええき）は、青森県弘前市大字石川字野崎にある弘南鉄道大鰐線の駅である。駅番号はKW 09。東奥義塾高等学校の当地移転により設置された。

## 歴史
- 1987年（昭和62年）11月1日：開業[1]。

## 駅構造

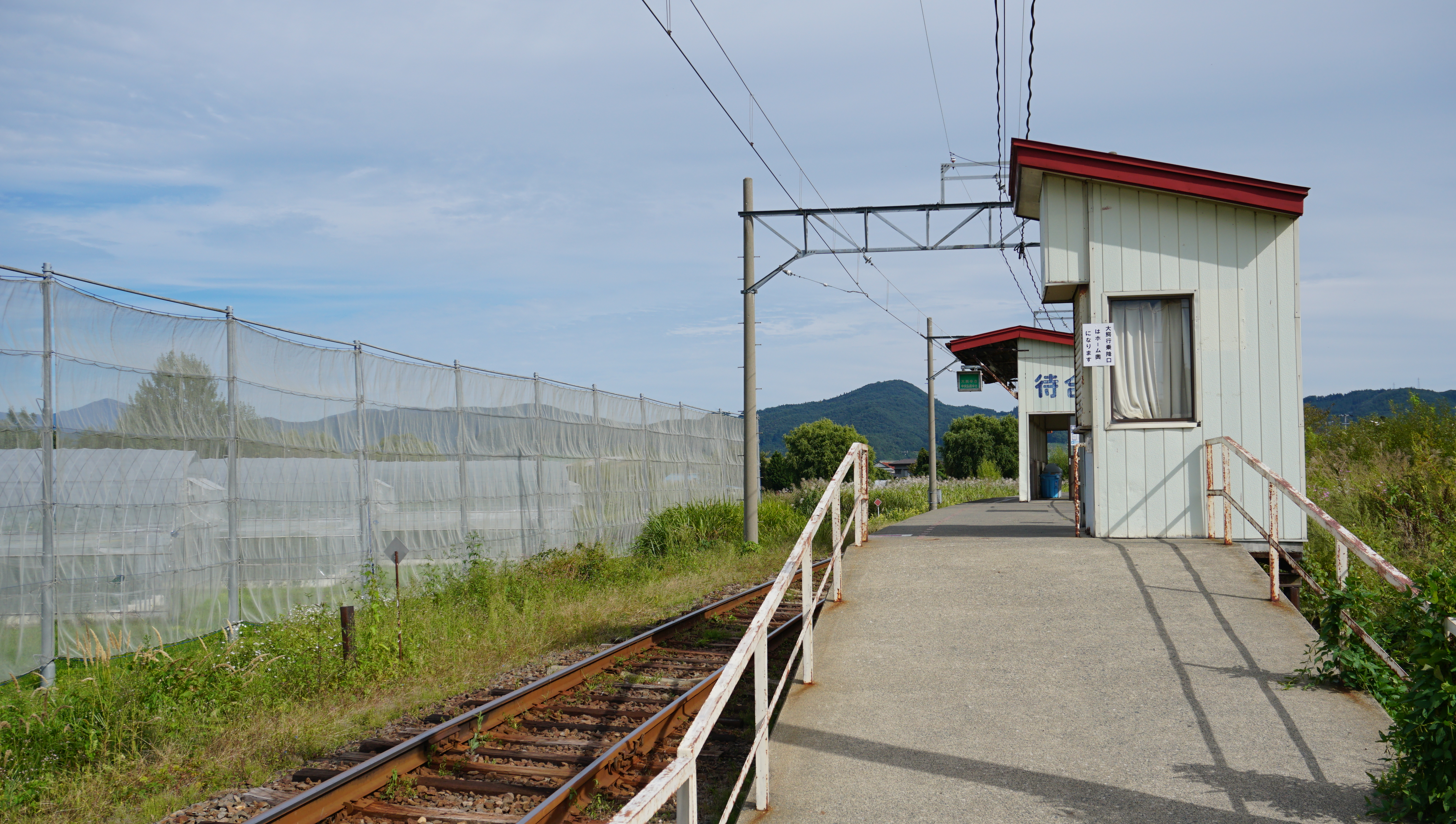
駅入口（2019年9月）

単式ホーム1面1線の地上駅。無人駅の扱いであるが、平日の登校時間帯（7時48分 - 8時18分）のみ改札を行う駅員が配置される。

## 利用状況
| 1日乗降人員推移 | 1日乗降人員推移 |
| 年度            | 1日平均人数     |
| --------------- | --------------- |
| 2011年          | 339             |
| 2012年          | 324             |
| 2013年          | 237             |
| 2014年          | 171             |
| 2015年          | 156             |
| 2016年          | 161             |
| 2017年          | 174             |

## 駅周辺
- 学校法人東奥義塾東奥義塾高等学校
- JR奥羽本線石川駅 - 直線距離では約180mほどと接近しているが、連絡通路がないため民家と畑を迂回しなければならず、乗り換えに徒歩約700m・約11分ほどかかる。

## 隣の駅
弘南鉄道
■大鰐線
石川駅（KW 10） - 義塾高校前駅（KW 09） - 津軽大沢駅（KW 08）